# Igli Tare
Igli Tare, född 25 juli 1973 i Vlora i Albanien, är en före detta albansk fotbollsspelare. Den sista klubben han spelade för var SS Lazio i italienska Serie A.